# Еди Хънтингтън
Едуард (Еди) Хънтингтън (на английски: Edward (Eddy) Huntington) е английски поп и италодиско изпълнител.
Популярен е през 1980-те години. Става особено известен през 1986 г. с хита си „U.S.S.R.“ (СССР на английски) и с „Up & Down“ през 1987 г.
Едуард Хънгтинтън е учител по професия, която упражнява и до днес.

## Студийни албуми
- Bang Bang Baby (1989)